# Kajsaniemiparken

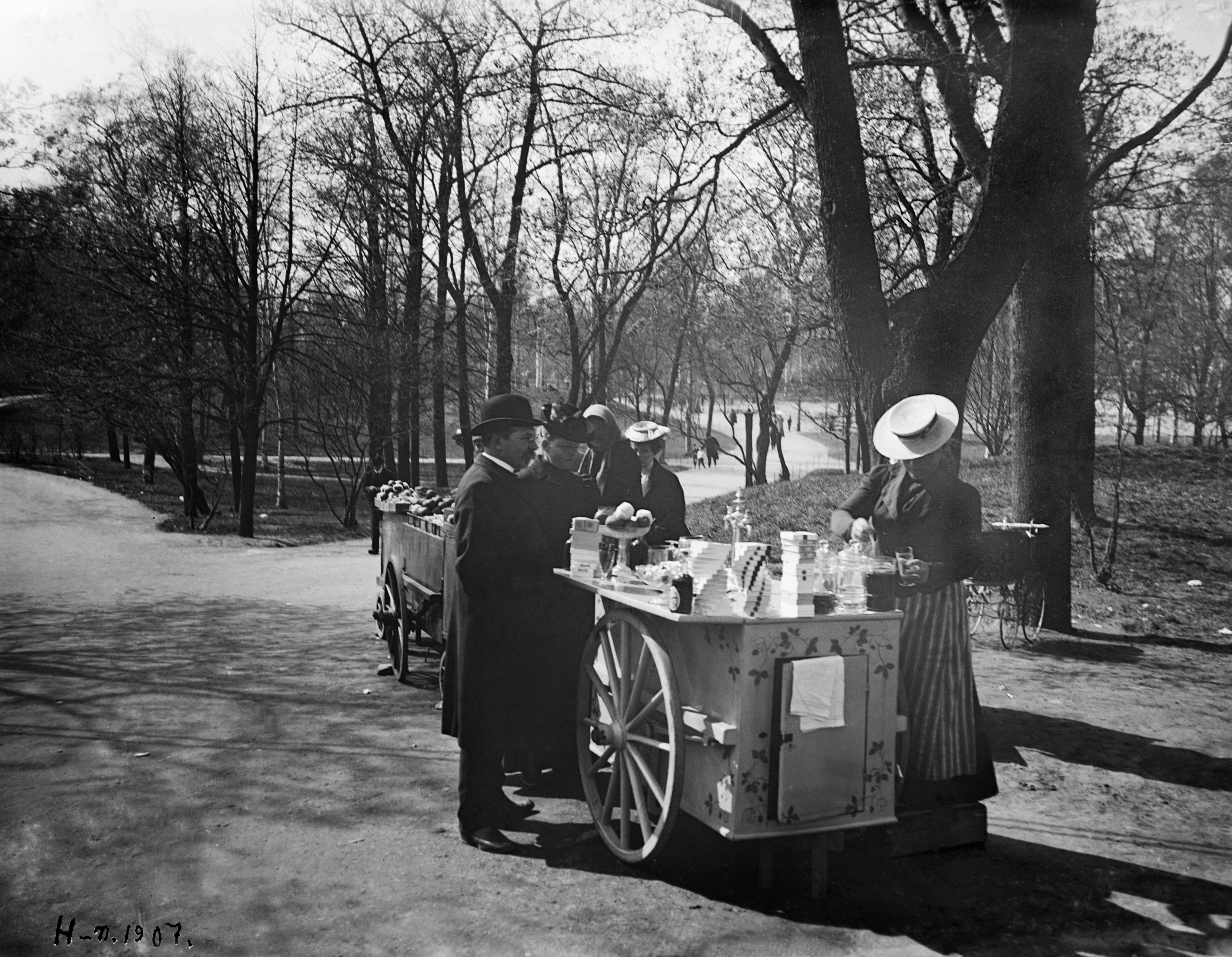
Gustaf Nyström vid serveringsvagn en söndag i parken, fotograferad av Signe Brander

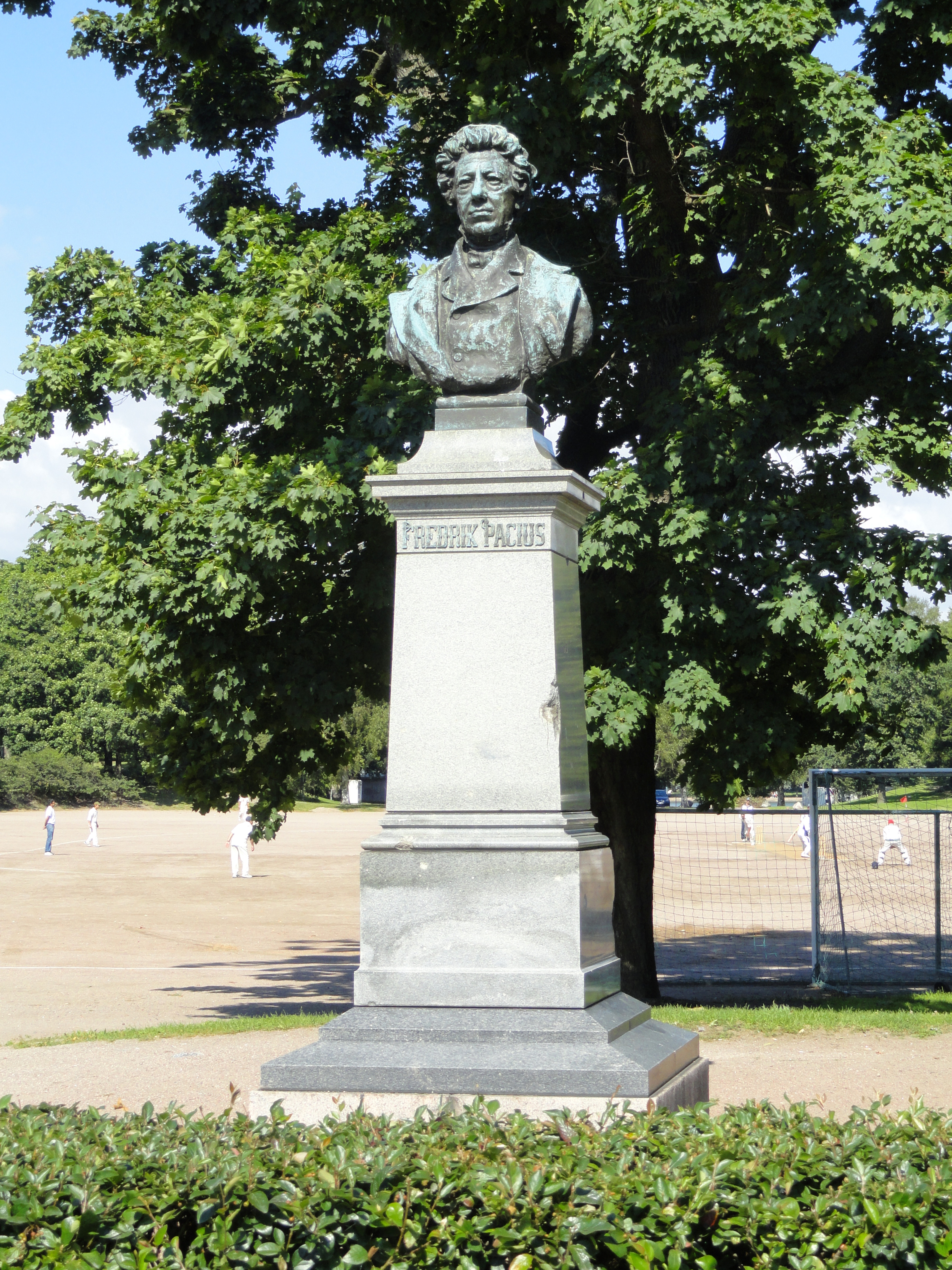
Fredrik Pacius byst i Kajsaniemi av Emil Wikström, avtäckt 1895.

Kajsaniemiparken (finska: Kaisaniemen puisto) är en park i Gloet i centrala Helsingfors. Parken, som grundades år 1812, är den äldsta offentliga stadsparken i Helsingfors. 
Förutom den offentliga parken finns där även Kajsaniemi botaniska trädgård, vilken i likhet med den i Gumtäkt drivs av Helsingfors universitet. 
Kajsaniemiparken har fått sitt namn efter Cajsa Wahllund, som grundade en Restaurang Kajsaniemi i området under 1830-talet. Den finlandssvenska manskören Akademiska Sångföreningen sjunger traditionellt in våren i parken den 1 maj. I parken finns en byst föreställande körens grundare Fredrik Pacius.
Området förlorade sin karaktär av en udde i Gloviken då viken fylldes ut i mitten av 1800-talet, och järnvägen och Helsingfors järnvägsstation strax väster om parken byggdes 1860.
Kajsaniemi väderstation är den äldsta väderstationen i Finland. Den grundades 1844 och finns på sin nuvarande plats i botaniska trädgården i Kajsaniemiparken sedan 1969.

## Se även

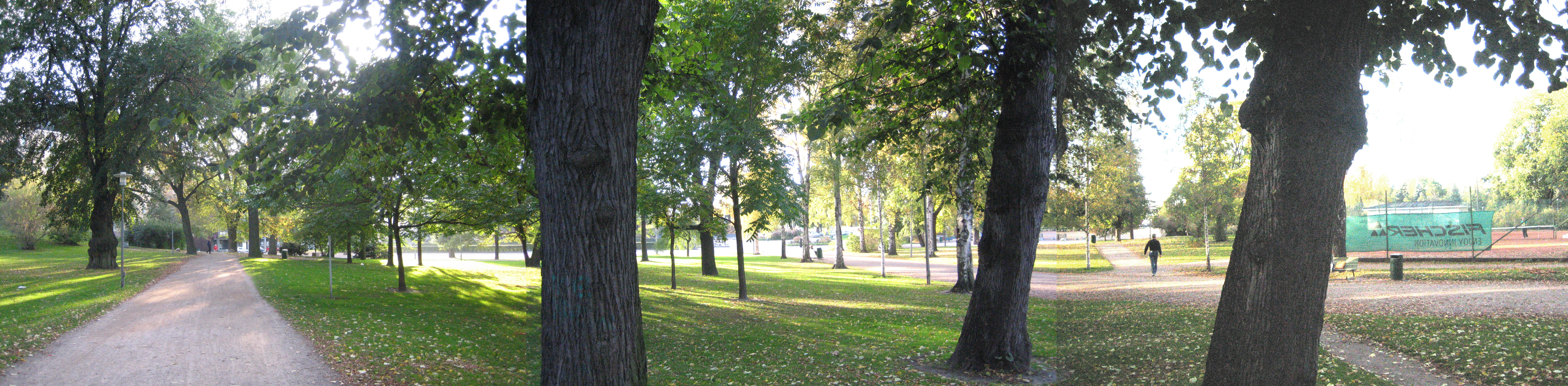
Kajsaniemiparken i oktober 2005.